# Pierre Boulanger
Pierre Boulanger (Paris, 8 de agosto de 1987) é um ator francês.

## Filmografia
- Nos 18 Ans (2003)
- Monsieur Ibrahim et les fleurs du Coran (2003)
- Un vieil ami (2004)
- Louis Page (2004)
- Dans la tête du tueur (2004)
- Le Grand vent (2004)
- Les visages d'Alice (2005)
- Danger Public (2005)
- Le Proc (2005)
- L'envers du décor (2005)
- Sauveur Giordano (2005)
- Poids plume (2005)
- Grain de sel (2006)
- Commissaire Cordier (2006)
- Camping paradis (2006)
- Camarades (2007)
- Monte Carlo (2011)
- The Unlikely Girl (2011)
- God Help the Girl (2014)[1]